# Berwyn (Alberta)
Berwyn ist eine Gemeinde im Nordwesten von Alberta, Kanada, welche seit 1936 den Status eines Dorfes (englisch Village) hat. Sie liegt in der Region Nord-Alberta, etwa 500 Kilometer nordwestlich von Edmonton. Die provinzübergreifende Region wird dabei auch als Peace River Country bezeichnet. Die nächstgelegene größere Stadt ist das 160 Kilometer südwestlich gelegene Grande Prairie, wobei auf Grund der dünnen Besiedelung der Region auch die 35 Kilometer nordöstlich gelegene Kleinstadt Peace River mit rund 6800 Einwohnern schon eine große Gemeinde ist. Berwyn liegt am Alberta Highway 2, der hier zwischen dem Cardinal Lake im Norden sowie dem Peace River im Süden verläuft. In der Gemeinde befindet sich der Verwaltungssitz des Municipal District of Peace No. 135.

## Demographie
Der Zensus im Jahr 2016 ergab für die Gemeinde eine Bevölkerungszahl von 538 Einwohnern, nachdem der Zensus im Jahr 2011 für die Gemeinde eine Bevölkerungszahl von 526 Einwohnern ergab. Die Bevölkerung hat dabei im Vergleich zum letzten Zensus im Jahr 2011 deutlich schwächer als die Entwicklung in der Provinz nur um 2,3 % zugenommen, während der Provinzdurchschnitt bei einer Bevölkerungszunahme von 11,6 % lag. Bereits im Zensuszeitraum 2006 bis 2011 hatte die Einwohnerzahl in der Gemeinde deutlich schwächer als in der Provinz nur um 1,9 % zugenommen, während sie im Provinzdurchschnitt um 10,8 % zunahm.